# جون هامبتون
جون هامبتون (بالإنجليزية: John Hampton)‏ هو ضابط وصحفي أمريكي، ولد في 24 مايو 1907، وتوفي في 4 يوليو 2010.